# Jeroen van Merriënboer
Jeroen Johannes Geertrudes van Merriënboer (* 30. März 1959; † 15. November 2023) war ein Bildungsforscher aus den Niederlanden, der Bekanntheit erlangt hat aufgrund seiner Forschungen zum Instruktionsdesign und hier vor allem durch das 4C/ID-Modell (Vier-Komponenten-Instruktionsdesign-Modell).

## Werdegang
Jeroen van Merriënboer wurde in Budel geboren. Im Jahre 1977 machte er seinen Schulabschluss am Fons Vitae Lyceum in Amsterdam. Anschließend studierte Jeroen van Merriënboer Experimentelle Psychologie an der Freien Universität Amsterdam und schloss das Studium im Jahre 1984 mit dem Grad drs. ab. (Der Grad drs. bzw. doctorandus war seinerzeit in den Niederlanden das Äquivalent zum Master.) Während seines Studiums arbeitete er als Assistent in der Lehre und Forschung. Nach dem Studium arbeitete Jeroen van Merriënboer als wissenschaftlicher Mitarbeiter an der Fakultät für Instruktionstechnologie der Universität Twente. Ab 1987 war er Assistenzprofessor an der Fakultät. Im Jahre 1988 wurde er Projektkoordinator und Eigentümer von Bijlstra & Van Merriënboer – Training Consultancy and Development. Die Promotion (cum laude) erfolgte im Jahre 1990 in Instruktionstechnologie an der Universität Twente und wurde betreut von Sanne Dijkstra. In den Jahren 1991 bis 1997 war Jeroen van Merriënboer außerplanmäßiger Professor für Instruktionstechnologie an der Universität Twente. Darauf folgte eine außerplanmäßige Professur für Kognitionspsychologie in den Jahren 1997 und 1998 an der Universität Maastricht. Ab 1998 war Jeroen van Merriënboer ordentlicher Professor an der Open Universiteit Nederland (Educational Technology Expertise Center).

## Veröffentlichungen (Auswahl)
- Van Merriënboer, J. J. G.: Training complex cognitive skills: A four-component instructional design model for technical training. Englewood Cliffs, NJ: Educational Technology Publications 1997, ISBN 0-8777-8298-9
- Van Merriënboer, J. J. G. / Moerkerke, G. / Gros, B. (Eds.): Instructional design for problem-based learning – Proceedings of the third workshop of the EARLI SIG Instructional Design. Maastricht:Maastricht University Press 1998.
- De Corte, E. / Verschaffel, L. / Entwistle, N. / van Merriënboer, J. J. G. (Eds.): Unravelling basic components and dimensions of powerful learning environments. Oxford: Elsevier Science  2003, ISBN 0-0804-4275-7
- Jochems, W. / van Merriënboer, J. J. G. / Koper, R. (Eds.): Integrated E-Learning. Implications for Pedagogy, Technology an Organization. London: RoutledgeFalmer 2004, ISBN 0-415-33502-7